# Campionati austriaci di sci alpino 1972
I Campionati austriaci di sci alpino 1972 si svolsero a Hinterstoder tra il 10 e il 12 marzo; furono assegnati i titoli di discesa libera, slalom gigante, slalom speciale e combinata, sia maschili sia femminili.

## Risultati

### Uomini

#### Discesa libera
| Pos. | Atleta           | Nazione |
| ---- | ---------------- | ------- |
| 1    | Josef Walcher    | Austria |
| 2    | Franz Klammer    | Austria |
| 3    | Werner Grissmann | Austria |

Data: 10 marzo

#### Slalom gigante
| Pos. | Atleta           | Nazione |
| ---- | ---------------- | ------- |
| 1    | David Zwilling   | Austria |
| 2    | Leopold Gruber   | Austria |
| 3    | Hansi Hinterseer | Austria |

Data: 11 marzo

#### Slalom speciale
| Pos. | Atleta             | Nazione |
| ---- | ------------------ | ------- |
| 1    | Thomas Hauser      | Austria |
| 2    | Reinhard Tritscher | Austria |
| 3    | Leopold Gruber     | Austria |

Data: 12 marzo

#### Combinata
| Pos. | Atleta               | Nazione |
| ---- | -------------------- | ------- |
| 1    | Josef Loidl          | Austria |
| 2    | Hermann Brandstätter | Austria |
| 3    | Elmar Milanovic      | Austria |

Data: 10-12 marzo

Classifica stilata attraverso i piazzamenti ottenuti
in discesa libera, slalom gigante e slalom speciale

### Donne

#### Discesa libera
| Pos. | Atleta           | Nazione |
| ---- | ---------------- | ------- |
| 1    | Brigitte Schroll | Austria |
| 2    | Marianne Ranner  | Austria |
| 3    | Irmgard Lukasser | Austria |

Data: 10 marzo

#### Slalom gigante
| Pos. | Atleta                | Nazione |
| ---- | --------------------- | ------- |
| 1    | Annemarie Moser-Pröll | Austria |
| 2    | Anneliese Leibetseder | Austria |
| 3    | Monika Kaserer        | Austria |

Data: 12 marzo

#### Slalom speciale
| Pos. | Atleta            | Nazione |
| ---- | ----------------- | ------- |
| 1    | Helene Graswander | Austria |
| 2    | Andrea Straub     | Austria |
| 3    | Marianne Ranner   | Austria |

Data: 11 marzo

#### Combinata
| Pos. | Atleta             | Nazione |
| ---- | ------------------ | ------- |
| 1    | Brigitte Schroll   | Austria |
| 2    | Marianne Ranner    | Austria |
| 3    | Gerti Engensteiner | Austria |

Data: 10-12 marzo

Classifica stilata attraverso i piazzamenti ottenuti
in discesa libera, slalom gigante e slalom speciale